# 魚類環境生物學
《魚類環境生物學》（Environmental Biology of Fishes）是一份1976年起發行的學術期刊。該期刊每年出版4次，內容為探討魚類學有關的題材。現時，期刊的主編是俄勒岡州立大學的David L. G. Noakes。據2012年發佈的期刊引證報告指，《魚類環境生物學》的影響因子是1.305。

## 資料來源
1. ↑  .   [2014-05-15]. （原始内容存档于2019-09-11）.

## 外部連結
- 官方网站